# Ophiomyia texana
Ophiomyia texana este o specie de muște din genul Ophiomyia, familia Agromyzidae, descrisă de Malloch în anul 1913. Conform Catalogue of Life specia Ophiomyia texana nu are subspecii cunoscute.